# Crossopetalum subsessile
Crossopetalum subsessile är en benvedsväxtart som beskrevs av Louis Otho Williams. Crossopetalum subsessile ingår i släktet Crossopetalum och familjen Celastraceae. Inga underarter finns listade.